# Keť
Keť este o comună slovacă, aflată în districtul Levice din regiunea Nitra. Localitatea se află la altitudinea de 155 m deasupra n.m., se întinde pe o suprafață de 19,65 km2 și în 2017 număra 594 de locuitori.

## Istoric
Localitatea Keť este atestată documentar din 1308.

## Demografie
| An:                | 1994 | 2004   | 2014   | 2024    |
| ------------------ | ---- | ------ | ------ | ------- |
| Număr de persoane: | 764  | 688    | 636    | 562     |
| Diferență:         |      | −9,94% | −7,55% | −11,63% |

| An:                | 2023 | 2024   |
| ------------------ | ---- | ------ |
| Număr de persoane: | 571  | 562    |
| Diferență:         |      | −1,57% |